# 日落过载
《落日飆神》（又译“日暮城狂欢”）是一款由Insomniac Games开发并由微软工作室发行的第三人稱射擊冒險游戏，在Xbox One與Windows平台發售。游戏设定在2027年的虚构大城市——日落城（Sunset City），玩家将扮演一名FizzCo饮料公司的员工，任务是打击消灭那些因为过量饮用FizzCo出品的碳酸饮料而突变成怪物的人类。在日落城中，玩家将可以通过溜索、滑板轨道或飞檐走壁的形式在城中穿梭；游戏还提供了多种多样的武器让玩家使用。
《日落过载》于2013年E3游戏展上正式公布，最初於2014年10月底开始在Xbox One平台獨佔发售，之後於2018年11月16日移植到Windows平台。游戏在发售后获得了不错的口碑，获得了多家游戏媒体的“2014年度Xbox One游戏”奖项。